# Hercule et Déjanire
Hercule et Déjanire est une peinture à l'huile sur panneau transférée sur toile de 54,6 × 79,2 cm réalisée vers 1470 par l'artiste italien de la Renaissance Antonio Pollaiuolo, et conservé à la Yale University Art Gallery à New Haven.

## Description et style
Antonio Pollaiuolo revient à plusieurs reprises sur le thème d'Hercule, tant en peinture qu'en sculpture. Le héros grec et dieu des Romains était considéré comme un symbole de Vertu et de Force à la Renaissance, ainsi que le fondateur mythique de Florence.
L'artiste met en scène Hercule tuant le centaure Nessus, ravisseur de Déjanire, épouse du héros. La scène se situe dans la vallée de l'Arno, avec en arrière-plan une vue de la ville de Florence. Hercule, à droite, tire une flèche empoisonnée avec son arc. Pour se venger, le centaure, avec la jeune fille sur le dos, lui révèle alors qu'il peut fabriquer un puissant philtre d'amour à partir de son sang, qui finira par tuer Hercule, provoquant également le suicide de la femme.
La scène permet à l'artiste de représenter une action frénétique, sujet de prédilection pour son style énergique, basé sur le rendu des tensions musculaires. Le paysage est représenté très en profondeur, avec une pointe de perspective aérienne.